# 大曲厚生医療センター

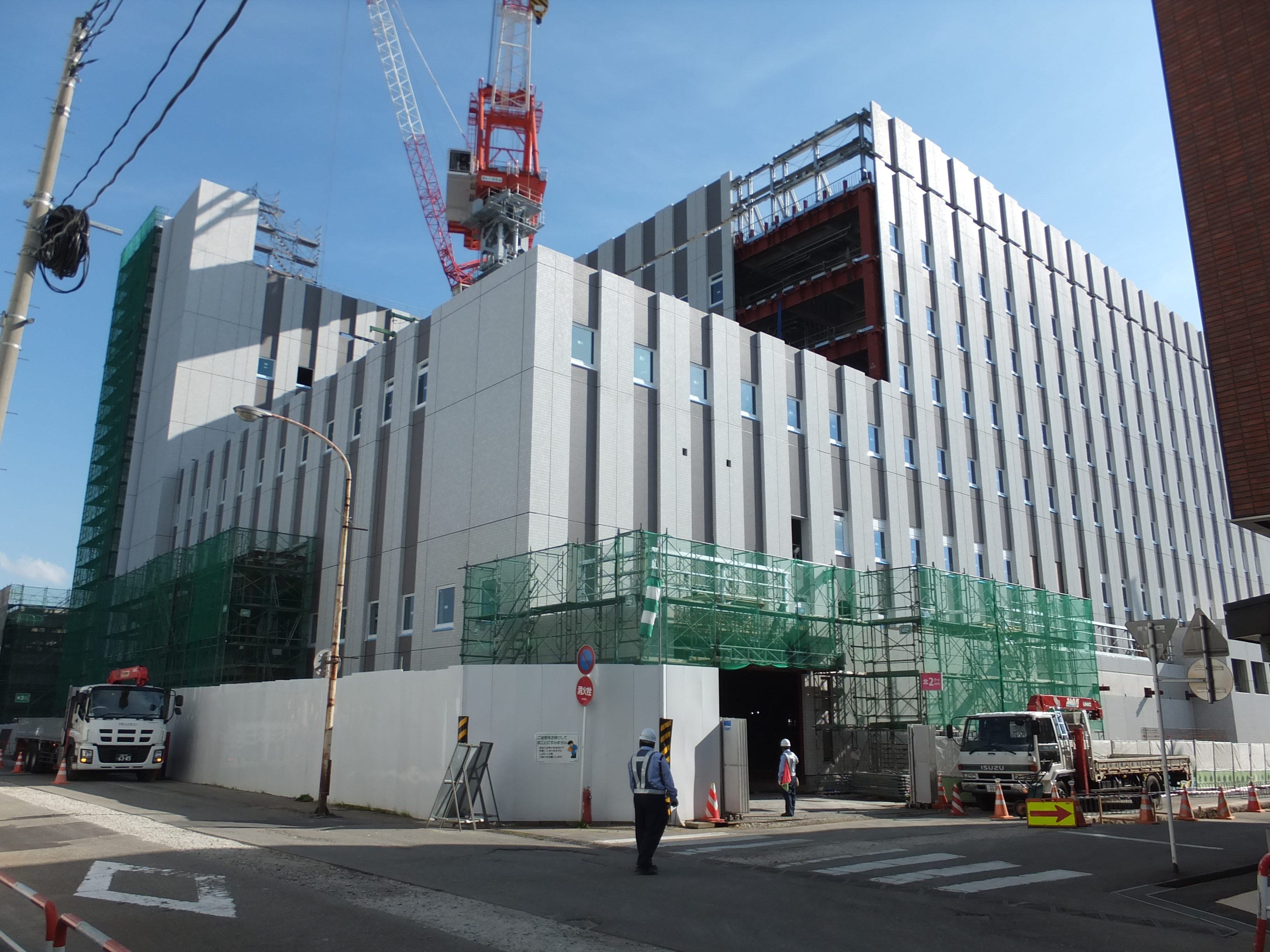
建設中の大曲厚生医療センター（2013年9月）

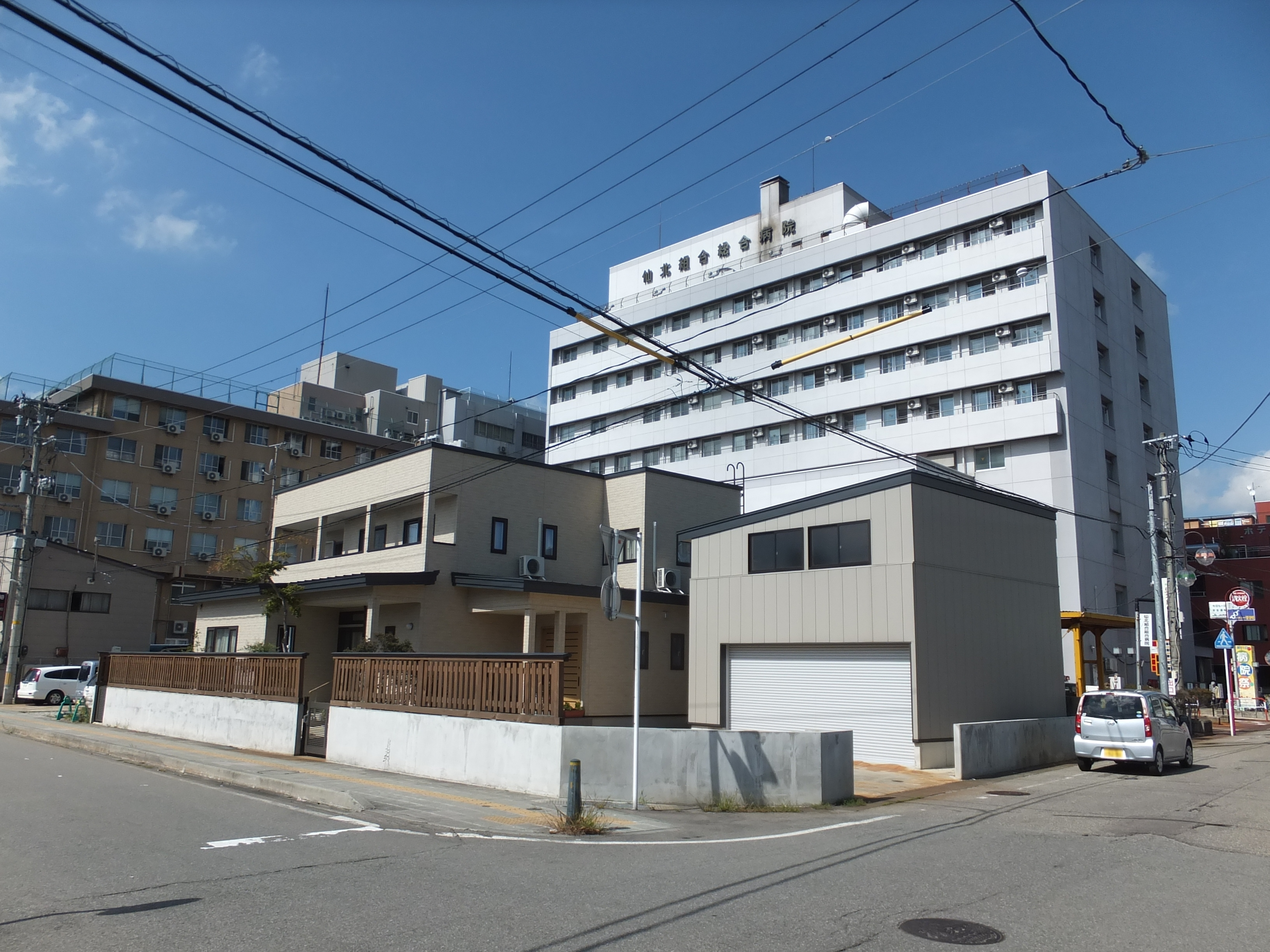
旧仙北組合総合病院（2013年9月）

大曲厚生医療センター（おおまがりこうせいいりょうセンター、英:Omagari Kousei Medical Center）は、秋田県大仙市大曲通町に所在する、秋田県厚生農業協同組合連合会（JA秋田厚生連）が設置する病院である。当院の基本理念は「私たちは、安全で質の高い患者様本位の医療を提供し信頼される病院を目指します。」である。

## 概要
2014年（平成26年）5月、新病棟の竣工・移転を機に仙北組合総合病院から現名称へと改称した。新病院は大曲駅前再開発地区「大曲ヒカリオ」の中心施設であり、旧病院から道路一本を挟んで近接する。
同地には2008年（平成20年）まで大型商業施設ジョイフルシティ大曲店があり、その跡地に建設された。新病棟には救急患者搬送用の屋上ヘリポートが設置されたほか、県内の厚生連病院としては初めて緩和ケア病棟（19床）が整備されている。
なお、再開発地区全体の総工費は約155億円で、ジョイフルシティ跡地にあたる再開発地区北街区には当医療センターのほか、ショートステイ施設棟「やすらぎ」、市民活動交流スペースや薬局などが入る複合商業棟「Anbee（あんべー）大曲」、新しい大曲バスターミナルが整備され、渡り廊下で直結する。旧病棟跡地にあたる南街区には事務所、健康福祉施設、児童福祉施設、立体駐車場が整備された。

## 沿革
- 1934年（昭和9年） - 開設。
- 1942年（昭和17年）11月 - 仙北組合病院に改称。
- 1948年8月23日 - 秋田県厚生農業協同組合連合会（JA秋田厚生連）に移管。この日を開設日とする[3]。
- 1952年（昭和27年）10月 - 火災により結核病棟を除き全焼。翌年10月に新病棟が完成。
- 1962年（昭和37年）9月 - 仙北組合総合病院へと改称。
- 1973年（昭和48年）5月 - 地域センター病院に指定。
- 1976年（昭和51年）4月1日 - 救急告示病院に指定[3]。
- 1995年（平成7年）4月 - 訪問看護ステーション開設。
- 1996年（平成8年）12月25日 - 秋田県災害拠点病院に指定[3]。
- 2003年10月1日 - 臨床研修指定病院指定[3]。
- 2007年（平成19年）1月31日 - 地域がん診療連携拠点病院に指定[3]。
- 2010年（平成22年）4月 - 病院機能評価 Ver5.0認定。
- 2014年（平成26年）5月 - 現在地に新築移転し、あわせて大曲厚生医療センターへと改称。

## 認定病床数
- 許可病床数 437床[3]
- 一般病床数 433床[3]
- 感染症病床数 4床[3]

## 診療科等
| - 内科（血液・感染症） - 内科（循環器） - 内科（消化器） - 小児科 - 外科 - 整形外科 | - 脳神経外科 - 呼吸器外科 - 皮膚科 - 泌尿器科 - 産婦人科 - 眼科 | - 耳鼻咽喉科 - リハビリテーション科 - 放射線科 - 歯科口腔外科 - 麻酔科 - 病理診断科 |

## 院内の施設
- 売店（ローソン大曲厚生医療センター店）
- JA秋田おばこ病院支店・ATM

## 交通アクセス
アクセス（病院公式サイト）も参照。
- JR秋田新幹線・奥羽本線・田沢湖線大曲駅より徒歩約3分。
- 羽後交通大曲バスターミナルと直結。
- 秋田自動車道大曲インターチェンジより車で約10分。